# Altstädter Rathaus von Minsk
Koordinaten: 53° 54′ 13,6″ N, 27° 33′ 19,4″ O

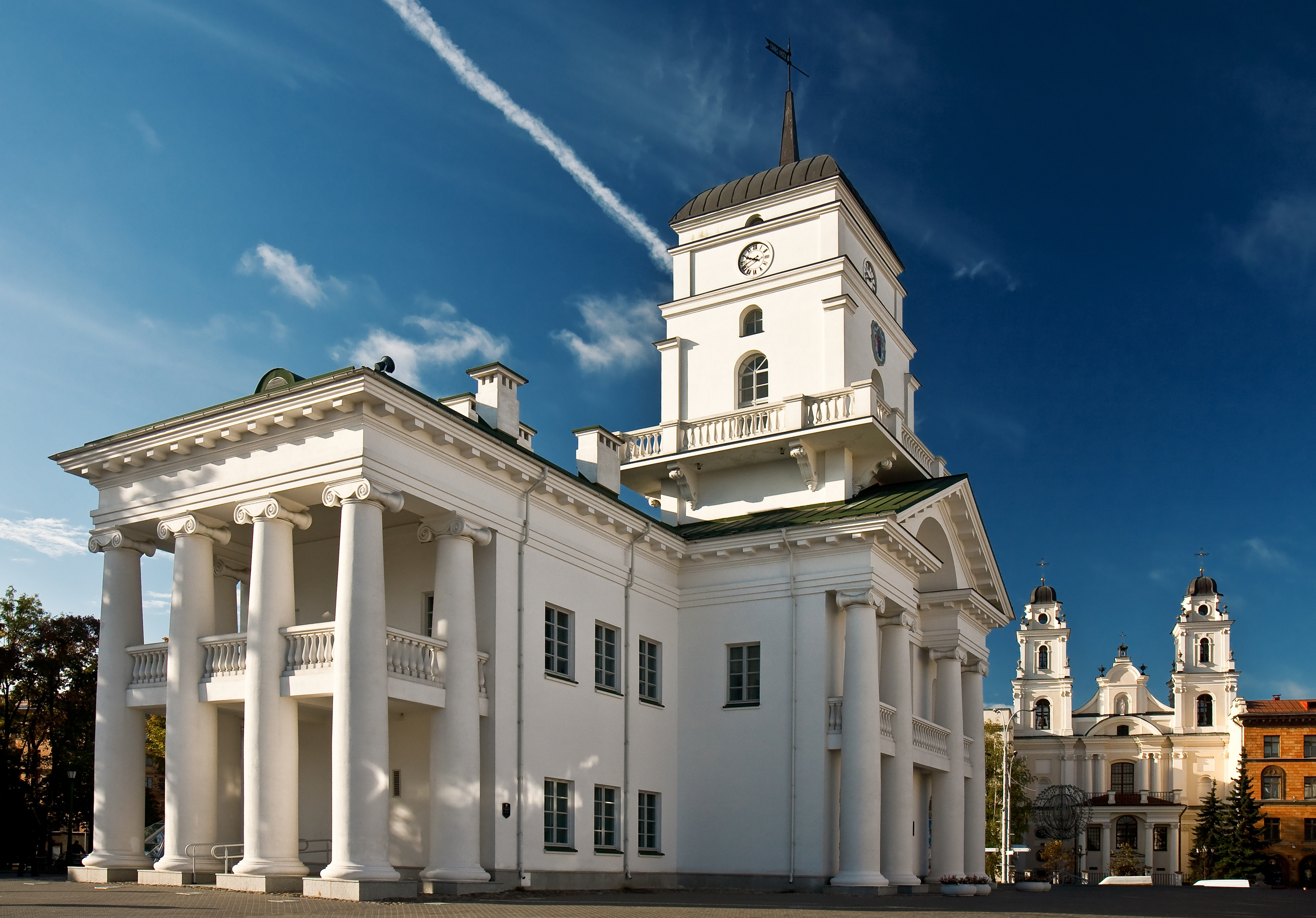

Das Altstädter Rathaus von Minsk existierte seit dem 16. Jahrhundert. Es wurde nach diversen Bränden mehrfach wieder aufgebaut, 1857 aber unter Zar Nikolai I abgerissen. Im Zuge der Neugestaltung der Minsker Altstadt und der Rekonstruktion der benachbarten katholischen Mariä-Namen-Kathedrale wurde das klassizistische Rathaus nach alten Plänen 2002–2004 rekonstruiert.